# Sho't
Lo Scho't (in ebraico שוט frusta) è la versione israeliana del carro armato inglese Centurion. Il carro fu introdotte nelle forze armate a partire dal 1959 con la versione meteor e dal 1970 per la versione kal
Ritirati dal servizio nel 1992, lo scafo di questi veicoli viene tuttora impiegato per veicoli trasporto truppe e del genio, quale ad esempio il Puma in dotazione al genio militare israeliano.

## Impiego
Lo Sho't fu sicuramente uno dei carri armati più impiegati dall'IDF nel corso dei diversi conflitti, in particolare fu utilizzato durante la guerra dei sei giorni e successivamente durante la guerra del Kippur nel 1973. Complessivamente all'epoca della guerra dei sei giorni le forze armate israeliane disponevano di circa 385 veicoli ai quali si aggiunsero ulteriori 30 catturati dalle forze armate giordane nel corso del conflitto. Durante la guerra del Kippur due carri Scho't riuscirono a fermare un'intera divisione di carri armati siriana distruggendo oltre 60 veicoli nemici.

## Versioni
Complessivamente furono costruite due versioni di questo mezzo.
- Scho't Meteor: Si trattava di Centurion soprattutto della versione Mk 5 con un motore Rolls-Royce Meteor. Questi erano i carri originariamente forniti dalla Gran Bretagna a partire dal 1959 che hanno partecipato alla guerra dei 6 giorni nel 1967. Disponevano dell'originale motore a benzina e di un cannone da 20 pdr (83,4 mm).
- Scho't Kal (Alep/Bet/Gimel/Dalet): versione migliorata con un motore diesel Continental AVDS-1790-2A e una nuova trasmissione. Queste modifiche portarono ad una modifica della parte posteriore del mezzo, che risulta in parte rialzata, e che è pertanto caratteristica di questa versione.

Lo Shot Kal ha quattro diverse sotto versioni, una successiva alla altra, che sono la alep,bet, gimel e dalet ( A,B,C,D in lettere dell'alfabeto ebraico ).
Lo Scho't kal Alep è stata la prima versione dello Sho't Kal prodotta a partire dal 1970 ed è stata la versione che ha partecipato alla guerra dello Yom Kippur nel 1973.
Si differenziava dal meteor, oltre che per il motore e la trasmissione, per un cannone più potente da 105 mm e da alcune altre modifiche come la aumentata riserva di colpi, portata a 72 proiettili, un miglior sistema antincendio e un diverso disegno del cestone di torretta.
Lo Scho't kal bet, versione successiva, è indistinguibile dalla Alep esternamente. Si differenzia solo per alcune modifiche interne, come il miglioramento dei comandi di controllo per la stabilizzazione della torretta durante il tiro.
Lo Scho't kal gimel è la nuova versione prodotta all'inizio degli anni 80 che prese parte alla guerra in Libano nell'82. La differenza più evidente esteriormente è la corazzatura blazer, un tipo di corazzatura reattiva che aumenta la protezione nei confronti dei proiettili a carica cava. Inoltre è stato aggiunto un mortaio, nuovi fumogeni, due mitragliatrici sulla torretta per un totale di quattro ( 3 sulla torretta ed 1 coassiale al cannone), una nuova cupola del capo carro ed altre modifiche interne come un nuovo sensore I.R.
Lo Scho't kal dalet è la ultima versione prodotta e si differenzia dalla gimel per il manicotto termico sopra il cannone ed altre modifiche come un nuovo sistema per il controllo del tiro e un nuovo visore notturno.
Nel 1992 tutti gli Scho't sono stati ritirati dal servizio attivo.
Successivamente gli scafi degli Scho't sono stati utilizzati per costruire dei trasporti truppe corazzati, ancora in servizio nelle IDF, come il puma, il nagmachon ed il nagmasho't.